# Carl Harris
Stephen Carl Harris, född 3 november 1956 i Neath, Wales, är en före detta walesisk professionell fotbollsspelare. 
Harris började sin fotbollskarriär som högerytter i Leeds United där han spelade 176 matcher och gjorde 29 mål, varav 153 ligamatcher och 26 ligamål, mellan 1973 och 1982. Han spelade totalt 412 ligamatcher och gjorde 45 ligamål under sin 16-åriga spelarkarriär mellan 1973 och 1989 där han dessutom spelade för bland andra Charlton Athletic, Bury, Rochdale och Exeter City.
Han spelades dessutom 24 landskamper för Wales och gjorde ett mål.